# 孙东林
孙东林（1970年—），男，湖北黄陂人，中国企业家，中国共产党党员，湖北信义兄弟建筑工程有限公司董事长，与已故的哥哥孙水林争取农民工权益被称为“信义兄弟”。

## 生平
孙东林是湖北省武汉市黄陂区泡桐镇人。
2010年，获感动中国年度人物。是第十二届全国人大代表。